# Credenciais
Uma credencial é uma peça de qualquer documento que detalha uma qualificação, competência ou autoridade emitida a um indivíduo por um terceiro com uma autoridade relevante ou de fato ou competência assumida para fazê-lo.
Exemplos de credenciais incluem diplomas acadêmicos, grau acadêmicos, certificações, autorizações de segurança, documentos de identidade, distintivos, senhas, nome de usuários, chaves, procurações, e assim por diante. Às vezes publicações, como artigos científicos ou livros, podem ser vistas como similares a credenciais por algumas pessoas, especialmente se a publicação foi revisada por pares ou feita em um periódico bem conhecido ou editora respeitável.

## Tipos e documentação de credenciais
Uma pessoa portadora de uma credencial geralmente recebe documentação ou conhecimento secreto (por exemplo, uma senha ou chave) como prova da credencial. Às vezes essa prova (ou uma cópia dela) é mantida por um terceiro confiável. Enquanto em alguns casos uma credencial pode ser tão simples quanto um cartão de membro em papel, em outros casos, como diplomas, envolve a apresentação de cartas diretamente do emissor da credencial sua fé na pessoa representando-os em uma negociação ou reunião.
Falsificação de credenciais é um problema constante e sério, independentemente do tipo de credencial. Um grande esforço é empregado para encontrar métodos para reduzir ou prevenir a falsificação. Em geral, quanto maior o valor percebido de uma credencial, mais significativo o problema da falsificação, e maiores os esforços que o emissor deve fazer para prevenir fraude.

### Diplomacia
Na diplomacia, credenciais, também conhecidas como carta credencial, são documentos que embaixadores, ministros diplomáticos, plenipotenciários e encarregados de negócios fornecem ao governo ao qual são credenciados, com o propósito, principalmente, de comunicar a este último a posição diplomática do enviado. Também contém uma solicitação de que plena credibilidade seja concedida às suas declarações oficiais. Até que suas credenciais tenham sido apresentadas e consideradas em ordem adequada, um enviado não recebe reconhecimento oficial.
As credenciais de um embaixador ou ministro plenipotenciário são assinadas pelo chefe de Estado, as de um encarregado de negócios pelo ministro das relações exteriores. Credenciais diplomáticas são concedidas e retiradas a critério da autoridade emissora, com base em critérios amplamente variados. Um governo receptor pode rejeitar as credenciais de um diplomata ao declinar recebê-las, mas na prática isso raramente acontece.

### Medicina
Na medicina, o processo de credenciamento é uma revisão detalhada de todas as permissões concedidas a um médico, assistente médico ou enfermeiro especialista em cada instituição na qual trabalhou no passado, para determinar um perfil de risco para eles em uma nova instituição. Avalia o profissional tanto para receber seguro de prática quanto para a capacidade de cobrar do seguro pelo cuidado do paciente. Além disso, certifica requisitos de órgãos legais e administrativos, como a Joint Commission.
Profissionais médicos também devem ter credenciais na forma de licenças emitidas pelo governo das jurisdições nas quais praticam, que obtêm após educação, treinamento e/ou experiência prática adequadas. A maioria das credenciais médicas são concedidas para um grupo específico de prática. Elas também podem ser retiradas em caso de fraude ou má prática por seus portadores. Tipicamente requerem validação de educação continuada e renovação para continuar a prática.

### Tecnologia da informação
Sistemas de informação comumente usam credenciais para controlar acesso à informação ou outros recursos. A combinação clássica de número ou nome de conta de usuário e uma senha secreta é um exemplo amplamente usado de credenciais de TI. Um número crescente de sistemas de informação usa outras formas de documentação de credenciais, como biometria (impressões digitais, reconhecimento de voz, varreduras de retina), X.509, certificados de chave pública, e assim por diante.

### Criptografia
Credenciais em criptografia estabelecem a identidade de uma parte para comunicação. Geralmente assumem a forma de chaves criptográficas legíveis por máquina e/ou senhas. Credenciais criptográficas podem ser auto-emitidas, ou emitidas por um terceiro confiável; em muitos casos o único critério para emissão é a associação inequívoca da credencial com um indivíduo específico e real ou outra entidade. Credenciais criptográficas são frequentemente projetadas para expirar após um certo período, embora isso não seja obrigatório. Um certificado de chave pública X.509 é um exemplo de credencial criptográfica.

### Licenciamento de operadores
Operadores de veículos como automóveis, barcos e aeronaves devem ter credenciais na forma de licenças emitidas pelo governo em muitas jurisdições. Frequentemente a documentação da licença consiste em um cartão simples ou certificado que o operador mantém consigo enquanto opera o veículo, respaldado por um registro arquivado da licença em algum local central. Licenças são concedidas aos operadores após um período de treinamento e/ou exame bem-sucedido.
Este tipo de credencial frequentemente requer certificação de boa saúde e também pode requerer avaliações psicológicas e triagem para abuso de substâncias.
Licenças de operadores frequentemente expiram periodicamente e devem ser renovadas em intervalos. A renovação pode ser simplesmente uma formalidade, ou pode requerer uma nova rodada de exames e treinamento.

### Autorizações de segurança
Em organizações militares e governamentais, e algumas organizações privadas, existe um sistema de compartimentalização de informações para prevenir a disseminação descontrolada de informações consideradas sensíveis ou confidenciais. Pessoas com uma necessidade legítima de ter acesso a tais informações recebem autorizações de segurança, que podem ser rastreadas e verificadas para garantir que nenhuma pessoa não autorizada ganhe acesso a informações protegidas.
Autorizações de segurança estão entre as credenciais mais cuidadosamente protegidas. Frequentemente são concedidas a indivíduos apenas após uma investigação prolongada e apenas depois que sua necessidade de ter acesso a informações protegidas foi adequadamente justificada à autoridade emissora. Os sistemas de autorização de segurança mais elaborados são encontrados nas organizações militares do mundo. Algumas credenciais deste tipo são consideradas tão sensíveis que seus portadores não têm permissão nem para reconhecer que as possuem (exceto para partes autorizadas). A documentação de autorizações de segurança geralmente consiste em registros mantidos em uma instalação segura e verificáveis sob demanda por partes autorizadas.
Violações de segurança envolvendo autorizações de segurança são frequentemente punidas por lei estatutária específica, particularmente se ocorrem no contexto de espionagem deliberada, enquanto a maioria das outras falsificações e uso indevido de credenciais é punida por lei apenas quando usada com intenção deliberada de fraudar em contextos específicos. Autorizações de segurança são regularmente retiradas quando não são mais justificadas, ou quando a pessoa que as possui é determinada como sendo um risco de segurança muito grande.

### Jornalismo
Em muitas nações democráticas, credenciais de imprensa não são exigidas no nível nacional ou federal para qualquer publicação de qualquer tipo. No entanto, corporações individuais, e certas entidades governamentais ou militares exigem credenciais de imprensa, como um passe de imprensa, como um convite formal aos membros da imprensa que lhes concede direitos a fotografias ou vídeos, entrevistas coletivas, ou entrevistas. Credenciais de imprensa indicam que uma pessoa foi verificada como trabalhando para uma publicação conhecida, e portar um passe de imprensa tipicamente permite àquela pessoa tratamento especial ou direitos de acesso.
Alguns governos impõem restrições sobre quem pode trabalhar como jornalista, exigindo que qualquer pessoa trabalhando para a imprensa porte credenciais emitidas pelo governo. Restringir credenciais de imprensa pode ser problemático por causa de suas limitações à liberdade de imprensa, particularmente se líderes governamentais seletivamente concedem, negam ou retiram credenciais de imprensa para não permitir críticas à política governamental. Qualquer cobertura de imprensa publicada sob governos que restringem o jornalismo desta forma é frequentemente tratada com ceticismo por outros, e pode não ser considerada mais verdadeira ou informativa que propaganda.

### Credenciais comerciais
Alguns ofícios e profissões em algumas jurisdições exigem credenciais especiais de qualquer pessoa praticando o ofício ou profissão. Essas credenciais podem ou não estar associadas a competências ou habilidades específicas. Em alguns casos, existem principalmente para controlar o número de pessoas que têm permissão para exercer um ofício ou profissão, a fim de controlar salários e wages.
Pessoas atuando como comerciantes, freelancers, etc., também podem exigir credenciais especiais em algumas jurisdições. Aqui novamente, o propósito é principalmente controlar o número de pessoas trabalhando desta forma, e às vezes também rastreá-las para fins de relatório fiscal ou outros propósitos como avaliação de pessoas.

### Credenciais acadêmicas e profissionais
O mundo acadêmico e profissional faz uso muito extensivo de credenciais, como diplomas, graus, certificados e certificações, a fim de atestar a conclusão de programas específicos de treinamento ou educação por estudantes, para atestar sua conclusão bem-sucedida de testes e exames, e para fornecer validação independente da posse de conhecimento, habilidades e capacidade necessárias para praticar uma ocupação particular competentemente, (por exemplo: Arun Paul MSW, MPHIL).
A documentação de credenciais acadêmicas e profissionais geralmente consiste em um documento impresso e formal. A instituição emissora frequentemente mantém um registro da credencial também. Credenciais acadêmicas são normalmente válidas pela vida da pessoa para quem são emitidas. Certificações profissionais são normalmente válidas por um número limitado de anos, baseado no ritmo de mudança na profissão certificada, e requerem re-certificação periódica através de re-exame (para demonstrar competência continuada conforme os padrões ocupacionais de prática evoluem) ou desenvolvimento profissional continuado (para demonstrar competência continuamente aprimorada).
A aquisição dessas credenciais frequentemente leva ao aumento da mobilidade econômica e oportunidade de trabalho, especialmente para pessoas de baixa renda. Um termo geral para credenciais acadêmicas na forma de currículo é Curriculum vitae, frequentemente abreviado como CV.

### Títulos
Títulos são credenciais que identificam uma pessoa como pertencente a um grupo específico, como nobreza ou aristocracia, ou um posto de comando específico no militar, ou de outras maneiras amplamente simbólicas. Podem ou não estar associados a autoridade específica, e geralmente não atestam qualquer competência ou habilidade específica (embora possam estar associados a outras credenciais que o fazem). Uma lista parcial de tais títulos inclui:
- títulos pessoais, como Lorde, Cavaleiro, Muito Honorável, indicando um posto ou posição conquistada ou herdada dentro de uma estrutura de poder formal;
- posto de comando, como Capitão, Sargento, etc., indicando igualmente uma posição muito específica em uma hierarquia de comando, por exemplo posto policial ou posto militar;
- um grau acadêmico ou designação profissional como PhD, EurIng, P.Eng ou M.D., seja isso puramente honorário ou simbólico, ou associado a credenciais atestando competência, aprendizado ou habilidades específicas;
- sindicato e associações em clubes;
- pessoas com permissão de acesso a áreas específicas durante eventos especiais, como concertos e shows;
- cidadania, como no caso de passaportes e certidões de nascimento.